# Miklós Holop
Miklós Holop (2. února 1925 – 12. listopadu 2017) byl maďarský vodní pólař.
Sportovní kariéru začal na poli atletiky. Jeho vzorem byl Mihály Iglói, jenž byl jeho trenérem na střední škole. Holop začínal jako překážkář, ale později přešel na vodní pólo.
Od roku 1941 hrál Holop za tým vodního póla MAFC a v letech 1947–1952 byl členem maďarského národního týmu. V roce 1947 vyhráli univerziádu v Paříži po čtvrtém místě na mistrovství Evropy v Monte Carlu. Na olympijských hrách v Londýně v roce 1948 získalo Maďarsko stříbrnou medaili, v týmu hrál Holop. V roce 1951 získal zlatou medaili na berlínské univerziádě. Hrál s Budapesti Honved, vyhrál maďarské tituly v roce 1953, 1954 a 1958.
Holop odešel z aktivního sportu v roce 1958. Vystudoval vysokou školu s inženýrským titulem a později pracoval ve Vojenském inženýrském ústavu, než v roce 1980 odešel do důchodu.